# Brenda Vaccaro
Brenda Buell Vaccaro (* 18. November 1939 in Brooklyn, New York City, New York) ist eine US-amerikanische Schauspielerin.

## Leben
Brenda Vaccaro begann ihre Karriere als Theaterschauspielerin und Model. Schnell etablierte sie sich als sowohl dramatisch als auch komödiantisch begabte Mimin. Dreimal wurde sie innerhalb kurzer Zeit für den Tony Award nominiert: 1966 für The Cactus Flower, 1968 für Hello Now, Dow Jones und 1969 für The Goodbye People.
Auf der Kinoleinwand machte sich Brenda Vaccaro einen Namen durch ihre Porträts komplexer, sexuell sowohl aggressiver als auch frustrierter Frauengestalten. Ihre zweite Filmrolle ist bis heute ihre bekannteste geblieben: die der Shirley in Asphalt-Cowboy (Midnight Cowboy, 1969). Für ihre Darstellung einer Frau, die sich Liebe kauft, wurde sie für den Golden Globe nominiert. Für ihren Part in Einmal ist nicht genug (Jacqueline Susann's Once Is Not Enough, 1975) gewann sie den Golden Globe für die beste Nebendarstellerin des Jahres und wurde in dieser Kategorie auch für einen Oscar nominiert. Wieder verkörperte sie eine sexuell und emotional frustrierte Frau, die dennoch ungebrochenes Selbstbewusstsein demonstriert.
Brenda Vaccaro trat in einer Reihe bekannter TV-Serien als Gaststar auf, darunter Golden Girls, Columbo, Ally McBeal, Nip/Tuck und Friends. Viermal wurde sie bereits für den Emmy nominiert: 1973 für den Fernsehfilm The Shape of Things, 1976 für die Serie Sara, 1990 für ihre Gastrolle als Angela Petrillo in Golden Girls und 2010 für den Fernsehfilm Ein Leben für den Tod. Gewonnen hat sie den wichtigsten US-amerikanischen Fernsehpreis im Jahr 1973.

## Privates
In den 1970er Jahren hatte Vaccaro eine  mehrjährige Beziehung mit dem Schauspieler Michael Douglas.

## Filmografie (Auswahl)
Filme
- 1969: Pokerspiel für Zwei (Where It's At)
- 1969: Asphalt-Cowboy (Midnight Cowboy)
- 1970: Ich liebe meine Frau (I Love My Wife)
- 1971: Mit Staatsanwälten spielt man nicht (Travis Logan, D.A., Fernsehfilm)
- 1971: Summertree
- 1971: Nach Hause (Going Home)
- 1971: What's a Nice Girl Like You…? (Fernsehfilm)
- 1973: Honor Thy Father (Fernsehfilm)
- 1973: The Shape of Things (Fernsehfilm)
- 1973: Sunshine (Fernsehfilm)
- 1973: Die Straßen von San Francisco (The Streets of San Francisco - Der Köder ist die Beute, Staffel 1, Folge 16, Fernsehserie)
- 1974: Judgment: The Trial of Julius and Ethel Rosenberg (Fernsehfilm)
- 1974: Lily (Fernsehfilm)
- 1975: The Big Rip-Off (Fernsehfilm)
- 1975: Einmal ist nicht genug (Once Is Not Enough)
- 1976: Party des Grauens (Death Weekend)
- 1977: Verschollen im Bermuda-Dreieck (Airport ’77)
- 1978: Unternehmen Capricorn (Capricorn One)
- 1979: Der rasende Charlie (Fast Charlie... the Moonbeam Rider)
- 1980: Das Guayana-Massaker (Guyana Tragedy: The Story of Jim Jones, Fernsehfilm)
- 1980: Die erste Todsünde (The First Deadly Sin)
- 1981: Verfluchter Mist (The Pride of Jesse Hallam, Fernsehfilm)
- 1981: The Star Maker (Fernsehfilm)
- 1981: Zorro mit der heißen Klinge (Zorro: The Gay Blade)
- 1981: Der lange Weg nach Hause (A Long Way Home, Fernsehfilm)
- 1984: Supergirl
- 1985: Wasser – Der Film (Water)
- 1985: Die Zwillingsschwestern (Deceptions, Fernsehfilm)
- 1987: Die Jetsons treffen Familie Feuerstein (The Jetsons Meet the Flintstones, Fernsehfilm, Stimme)
- 1988: Heart of Midnight – Im Herzen der Nacht (Heart of Midnight)
- 1989: Death on Safari (Ten Little Indians)
- 1989: Cookie
- 1989: Riptide (Masque of the Red Death)
- 1990: Gib ihn mir wieder (Stolen: One Husband, Fernsehfilm)
- 1991: Mörderische Spiele (Lethal Games)
- 1992: Wilde Orchidee 3 (Fernsehfilm)
- 1994: Perfect Love Affair (Love Affair)
- 1994: Nashville (Fernsehfilm)
- 1996: Liebe hat zwei Gesichter (The Mirror Has Two Faces)
- 1996: Siegfried & Roy: Masters of the Impossible (Stimme)
- 1998: Die Ehebrecher (When Husbands Cheat, Fernsehfilm)
- 2002: Just a Walk in the Park (Fernsehfilm)
- 2002: Sonny
- 2003: Schweinchen Wilburs großes Abenteuer (Charlotte's Web 2: Wilbur's Great Adventure)
- 2004: Liebe zum Dessert (Just Dessert, Fernsehfilm)
- 2005: The Boynton Beach Bereavement Club
- 2010: Ein Leben für den Tod (You Don't Know Jack, Fernsehfilm)
- 2011: Johnny Bravo Goes to Bollywood (Fernsehfilm, Stimme)
- 2015: Just Let Go
- 2015: 30-Love
- 2016: Kubo – Der tapfere Samurai (Kubo and the Two Strings, Sprecher)
- 2019: Once Upon a Time in Hollywood
- 2025: Nonnas

Fernsehserien
- 1961: Gnadenlose Stadt (Naked City, Fernsehserie, eine Folge)
- 1962–1965: Preston & Preston (The Defenders, Fernsehserie, drei Folgen)
- 1963: Auf der Flucht (The Fugitive, Fernsehserie, eine Folge)
- 1969: FBI (The F.B.I., Fernsehserie, eine Folge)
- 1972: Ein Sheriff in New York (McCloud, Fernsehserie, eine Folge)
- 1973–1974: Die Straßen von San Francisco (The Streets of San Francisco, Fernsehserie, zwei Folgen)
- 1976: Sara (Fernsehserie, 12 Folgen)
- 1984: Love Boat (The Love Boat, Fernsehserie, zwei Folgen)
- 1984: Chefarzt Dr. Westphall (St. Elsewhere, Fernsehserie, eine Folge)
- 1984: Karussell der Puppen (Paper Dolls, Fernsehserie, 13 Folgen)
- 1986–1989: Die Schlümpfe (The Smurfs, Fernsehserie, Stimme)
- 1987: CBS Summer Playhouse (Fernsehserie, eine Folge)
- 1988–1990: Mord ist ihr Hobby (Murder, She Wrote, Fernsehserie, drei Folgen)
- 1990: Columbo: Niemand stirbt zweimal (Murder in Malibu, Fernsehreihe)
- 1990: Golden Girls (The Golden Girls, Fernsehserie, eine Folge)
- 1991: Darkwing Duck (Fernsehserie, eine Folge, Stimme)
- 1992: Goofy und Max (Fernsehserie, eine Folge, Stimme)
- 1994: The Critic (Fernsehserie, vier Folgen)
- 1994–1995: Captain Planet (The New Adventures of Captain Planet, Fernsehserie, zwei Folgen, Stimme)
- 1995: Friends (Fernsehserie, eine Folge)
- 1996: Ein Hauch von Himmel (Touched By An Angel, Fernsehserie, eine Folge)
- 1997: Ally McBeal (Fernsehserie, eine Folge)
- 1997–2004: Johnny Bravo (Fernsehserie, 55 Folgen, Stimme)
- 1998: King of Queens (The King of Queens, Fernsehserie, eine Folge)
- 2001: Becker (Fernsehserie, eine Folge)
- 2005: American Dad (American Dad!, Fernsehserie, eine Folge, Stimme)
- 2006: Nip/Tuck – Schönheit hat ihren Preis (Nip/Tuck, Fernsehserie, eine Folge)
- 2021–2022: And Just Like That … (Fernsehserie, zwei Folgen)

## Auszeichnungen und Nominierungen (Auswahl)
Gewonnen
- 1970: Laurel Award – 3. Platz als Beste Nebendarstellerin für Asphalt-Cowboy.
- 1974: Emmy als Beste Nebendarstellerin in einer Comedyserie für The Shape of Things.[3]
- 1976: Medalla Sitges en Plata de Ley (Sitges Festival Internacional de Cinema Fantàstic de Catalunya) als Beste Schauspielerin für Bluthunde.[4]
- 1976: Golden Globe Award als Beste Nebendarstellerin für Einmal ist nicht genug.[5]
- 2010: Satellite Award als Beste Nebendarstellerin in einer Serie, Miniserie oder Fernsehfilm für Ein Leben für den Tod.[6]

Nominiert
- 1970: Golden-Globe-Award-Nominierung als Beste Nebendarstellerin für Asphalt-Cowboy.[7]
- 1970: Golden-Globe-Award-Nominierung als Beste Nachwuchsdarstellerin für Pokerspiel für Zwei.[8]
- 1976: Oscar-Nominierung als Beste Nebendarstellerin für Einmal ist nicht genug.[9]
- 1976: Emmy-Nominierung als Beste Hauptdarstellerin in einer Dramaserie für Sara.[10]
- 1979: Saturn-Award-Nominierung als Beste Nebendarstellerin für Unternehmen Capricorn.
- 1991: Emmy-Nominierung als Beste Gastdarstellerin in einer Comedyserie für Golden Girls.[11]
- 2010: Emmy-Nominierung als Beste Nebendarstellerin in einer Miniserie oder einem Fernsehfilm für Ein Leben für den Tod.[12]